# Paratetrapedia klugi
Paratetrapedia klugi är en biart som först beskrevs av Heinrich Friese 1899.  Paratetrapedia klugi ingår i släktet Paratetrapedia och familjen långtungebin. Inga underarter finns listade i Catalogue of Life.